# Algérie aux Jeux olympiques d'été de 1992
L'équipe olympique d'Algérie participe aux Jeux olympiques d'été de 1992 à Barcelone. Elle y remporte deux médailles : une en or et une en bronze, se situant à la trente quatrième place des nations au tableau des médailles. La délégation algérienne compte 35 sportifs.
Lutte gréco-romaine:
68 kg Mazouz Bendjedaâ 
74 kg aAbdelkader Bouguerra
Entraineur Abdelmadjid Djebbab

## Médaillés
| Médaille                            | Nom               | Sport      | Discipline           |
| ----------------------------------- | ----------------- | ---------- | -------------------- |
| Médaille d'or, Jeux olympiques      | Hassiba Boulmerka | Athlétisme | 1500 mètres femmes   |
| Médaille de bronze, Jeux olympiques | Hocine Soltani    | Boxe       | Poids plumes (57 kg) |

## Participants

### Volley-ball
L'équipe masculine est composée de : Entraineur en chef Abderahmane Slimane, Tayeb ElHadi BenKhelfallah (en), Krimo Bernaoui, Ali Dif, Faycal Gharzouli (en), Mourad Malaoui, Adel Sennoun, Mourad Sennoun, Foudil Taalba (en), Faycal Tellouche (en) et Lies Tizi-Oualou (en). Elle termine dernière de sa poule, ayant perdu tous ses matchs contre le Brésil, Cuba, l'équipe unie, la Corée du Sud et les Pays-Bas.